# Fahrenzhausen
Fahrenzhausen – miejscowość i gmina w Niemczech, w kraju związkowym Bawaria, w rejencji Górna Bawaria, w regionie Monachium, w powiecie Freising. Leży około 15 km na północny wschód od Freising, przy drodze B13.

## Dzielnice
W skład gminy wchodzą dzielnice: Appercha, Bachenhausen, Bärnau, Bergfeld, Fahrenzhausen, Gesseltshausen, Großeisenbach, Großnöbach, Hörenzhausen, Jarzt, Kammerberg, Kleineisenbach, Kleinnöbach, Lauterbach, Unterbruck, Viehbach i Weng.

## Demografia
| Rok  | Liczba mieszk. |
| ---- | -------------- |
| 1970 | 2 690          |
| 1987 | 3 120          |
| 2000 | 3 916          |
| 2007 | 4 600          |

### Struktura wiekowa
Dane o ludności z 31 grudnia 2008:
| Opis                                | Ogółem | Ogółem | Kobiety | Kobiety | Mężczyźni | Mężczyźni |
| ----------------------------------- | ------ | ------ | ------- | ------- | --------- | --------- |
| Jednostka                           | osób   | %      | osób    | %       | osób      | %         |
| Populacja                           | 4609   | 100    | 2271    | 49,27   | 2338      | 50,73     |
| Wiek przedprodukcyjny (0–17 lat)    | 956    | 20,74  | 476     | 10,33   | 480       | 10,41     |
| Wiek produkcyjny (18–65 lat)        | 3004   | 65,18  | 1448    | 31,42   | 1556      | 33,76     |
| Wiek poprodukcyjny (powyżej 65 lat) | 649    | 14,08  | 347     | 7,53    | 302       | 6,55      |

## Polityka
Wójtem gminy jest Rudolf Jengkofer z CSU, poprzednio urząd ten obejmował Johann Kißlinger, rada gminy składa się z 16 osób.
|      | CSU | SPD | FWG | FBL | Razem |
| 2008 | 5   | 2   | 5   | 4   | 16    |
| 2002 | 5   | 2   | 6   | 3   | 16    |

## Oświata
W gminie znajdują się trzy przedszkole (125 miejsc) oraz szkoła podstawowa (9 nauczycieli, 194 uczniów).